# 寧波市
寧波市（ニンボーし / ねいはし、中国語: 宁波市、拼音: Níngbō Shì、英語: Ningbo、呉語寧波弁：Ning Pou）は、中華人民共和国浙江省に位置する副省級市、計画単列市に指定されている。長江デルタ南翼経済中心、浙江省経済中心。
沿海部の港湾都市として商工業が発達しているが、同時に古い歴史を誇り国務院から国家歴史文化名城に指定されている。年間貨物取扱量が世界一の港ー寧波港の所在地。宋の頃に出来た、中国を縦断する大運河の南の起点でもある。
日本において中国の地名は、北京や上海といった主要都市を除いては日本語読みで呼称されることが多いが、寧波は慣用的に"ニンポー"と読まれることが多い。

## 地理
市域は杭州湾南岸から三門湾に至る沿海部を占める。寧波旧市街は甬江河口から少し遡行した場所にある。河口部右岸の北侖は深水良港となっている。沖合いには舟山列島（舟山市）が浮かび、外洋は東シナ海（中国語では東海）である。西方は紹興市や台州市と接する、北方は嘉興市に海を隔る。温暖な気候と豊かな水量に恵まれた穀倉地帯を周囲に抱える。
温暖湿潤気候(Cfa)に属し、年間平均気温は17.2℃。
- 気温 - 最高42.1℃（2013年8月8日）、最低-8.8℃（1955年1月12日）
- 最大降水量 - 287.5ミリ（2013年10月7日）
- 猛暑日（日最高気温≥35℃）最多日数 - 46日（2003年）
- 極熱日（日最高気温≥40℃）最多日数 - 11日（2013年）

| 寧波市（1981-2010年平均，極値1953-2013年）の気候 | 寧波市（1981-2010年平均，極値1953-2013年）の気候 | 寧波市（1981-2010年平均，極値1953-2013年）の気候 | 寧波市（1981-2010年平均，極値1953-2013年）の気候 | 寧波市（1981-2010年平均，極値1953-2013年）の気候 | 寧波市（1981-2010年平均，極値1953-2013年）の気候 | 寧波市（1981-2010年平均，極値1953-2013年）の気候 | 寧波市（1981-2010年平均，極値1953-2013年）の気候 | 寧波市（1981-2010年平均，極値1953-2013年）の気候 | 寧波市（1981-2010年平均，極値1953-2013年）の気候 | 寧波市（1981-2010年平均，極値1953-2013年）の気候 | 寧波市（1981-2010年平均，極値1953-2013年）の気候 | 寧波市（1981-2010年平均，極値1953-2013年）の気候 | 寧波市（1981-2010年平均，極値1953-2013年）の気候 |
| 月                                               | 1月                                              | 2月                                              | 3月                                              | 4月                                              | 5月                                              | 6月                                              | 7月                                              | 8月                                              | 9月                                              | 10月                                             | 11月                                             | 12月                                             | 年                                               |
| ------------------------------------------------ | ------------------------------------------------ | ------------------------------------------------ | ------------------------------------------------ | ------------------------------------------------ | ------------------------------------------------ | ------------------------------------------------ | ------------------------------------------------ | ------------------------------------------------ | ------------------------------------------------ | ------------------------------------------------ | ------------------------------------------------ | ------------------------------------------------ | ------------------------------------------------ |
| 最高気温記録 °C （°F）                           | 26.2 (79.2)                                      | 30.0 (86)                                        | 34.0 (93.2)                                      | 34.9 (94.8)                                      | 36.3 (97.3)                                      | 38.9 (102)                                       | 41.3 (106.3)                                     | 42.1 (107.8)                                     | 38.8 (101.8)                                     | 34.5 (94.1)                                      | 31.0 (87.8)                                      | 27.0 (80.6)                                      | 42.1 (107.8)                                     |
| 平均最高気温 °C （°F）                           | 9.3 (48.7)                                       | 11.0 (51.8)                                      | 14.8 (58.6)                                      | 20.7 (69.3)                                      | 25.6 (78.1)                                      | 28.7 (83.7)                                      | 33.5 (92.3)                                      | 32.6 (90.7)                                      | 28.3 (82.9)                                      | 23.6 (74.5)                                      | 18.2 (64.8)                                      | 12.2 (54)                                        | 21.5 (70.7)                                      |
| 日平均気温 °C （°F）                             | 5.3 (41.5)                                       | 6.9 (44.4)                                       | 10.4 (50.7)                                      | 15.8 (60.4)                                      | 20.9 (69.6)                                      | 24.5 (76.1)                                      | 28.8 (83.8)                                      | 28.3 (82.9)                                      | 24.4 (75.9)                                      | 19.3 (66.7)                                      | 13.6 (56.5)                                      | 7.6 (45.7)                                       | 17.2 (63)                                        |
| 平均最低気温 °C （°F）                           | 2.4 (36.3)                                       | 3.8 (38.8)                                       | 7.0 (44.6)                                       | 12.1 (53.8)                                      | 17.3 (63.1)                                      | 21.5 (70.7)                                      | 25.5 (77.9)                                      | 25.3 (77.5)                                      | 21.5 (70.7)                                      | 16.0 (60.8)                                      | 10.2 (50.4)                                      | 4.1 (39.4)                                       | 13.9 (57)                                        |
| 最低気温記録 °C （°F）                           | −8.8 (16.2)                                      | −7.2 (19)                                        | −3.7 (25.3)                                      | −0.2 (31.6)                                      | 7.4 (45.3)                                       | 12.7 (54.9)                                      | 18.2 (64.8)                                      | 18.4 (65.1)                                      | 11.0 (51.8)                                      | 1.1 (34)                                         | −3.7 (25.3)                                      | −8.5 (16.7)                                      | −8.8 (16.2)                                      |
| 降水量 mm （inch）                               | 73.9 (2.909)                                     | 78.7 (3.098)                                     | 132.0 (5.197)                                    | 107.6 (4.236)                                    | 113.8 (4.48)                                     | 201.5 (7.933)                                    | 174.5 (6.87)                                     | 171.4 (6.748)                                    | 166.1 (6.539)                                    | 82.6 (3.252)                                     | 75.1 (2.957)                                     | 54.2 (2.134)                                     | 1,431.4 (56.354)                                 |
| 平均降水日数                                     | 12.2                                             | 12.3                                             | 16.1                                             | 14.8                                             | 13.7                                             | 15.9                                             | 12.4                                             | 14.6                                             | 13.6                                             | 9.2                                              | 9.3                                              | 9.2                                              | 153.3                                            |
| % 湿度                                           | 77                                               | 77                                               | 77                                               | 75                                               | 76                                               | 81                                               | 77                                               | 79                                               | 80                                               | 77                                               | 76                                               | 74                                               | 77.2                                             |
| 平均月間日照時間                                 | 107.1                                            | 100.9                                            | 115.1                                            | 144.5                                            | 159.7                                            | 137.8                                            | 218.5                                            | 203.4                                            | 151.6                                            | 149.5                                            | 121.5                                            | 129.7                                            | 1,739.3                                          |
| 出典：中国气象局 国家气象信息中心 2014-01-01     |                                                  |                                                  |                                                  |                                                  |                                                  |                                                  |                                                  |                                                  |                                                  |                                                  |                                                  |                                                  |                                                  |

## 歴史

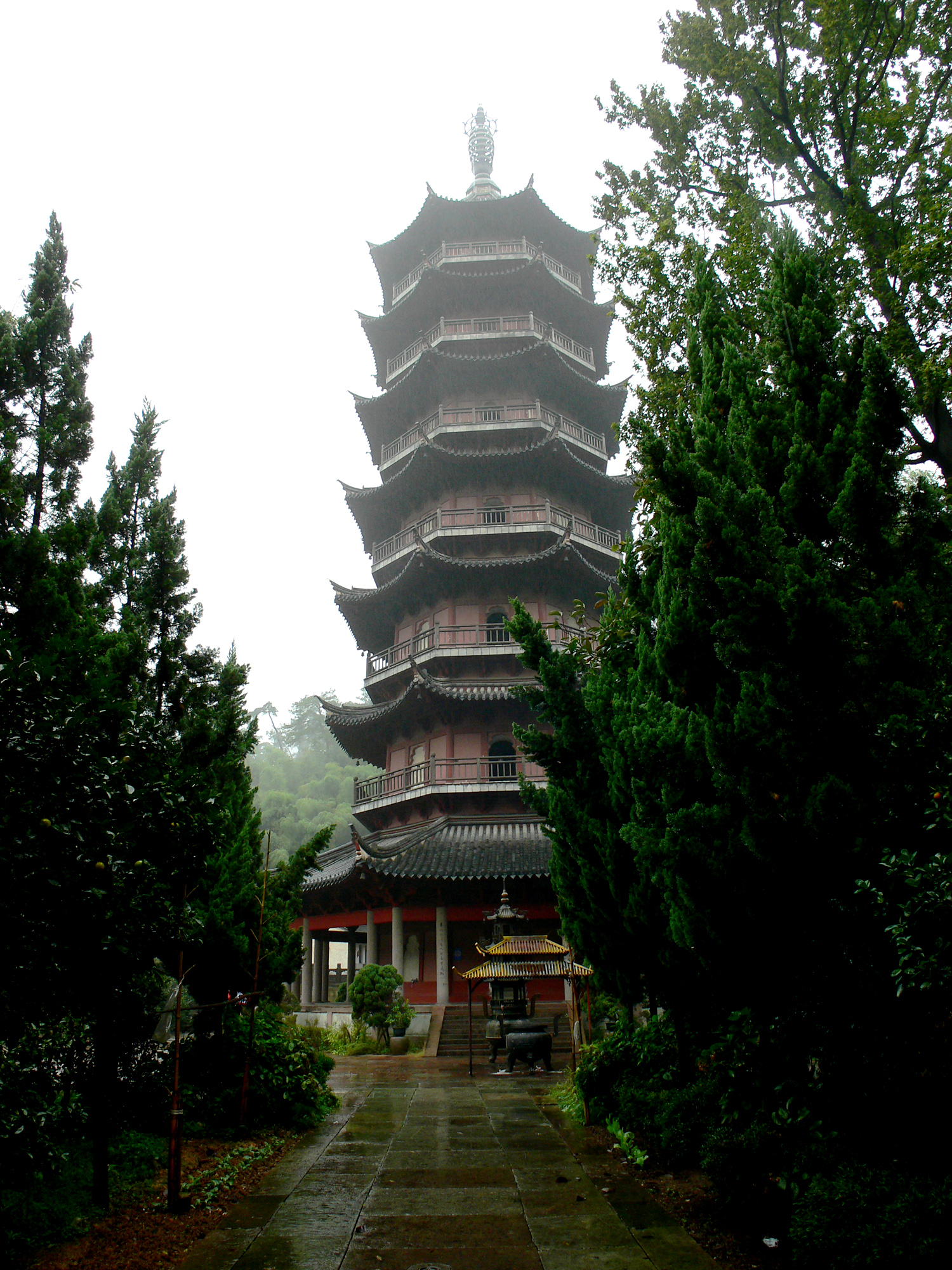
阿育王寺塔

7000年前の稲作文化として名高い河姆渡遺跡を有し、春秋時代には越の地であった。戦国時代中期に楚に併合され、紀元前222年秦に統一されて会稽郡が設置された。唐代の開元年間に明州と呼ばれ、南宋では慶元府、元代には慶元路と称された。2度目の元寇、1281年の弘安の役では、江南軍10万、約3500隻が日本へ向け出港したが、帰ってきた者はわずか1割から2割ほどだった。ただ古くから日本と交流のあった旧南宋人は日本で捕虜となった後も処刑されず助命され、九州などの宋人街などに住んでいた。明建国間近の1367年、再び明州の呼称に戻り、清代に寧波府と称されるようになった。この呼称が現在でも受け継がれている。
唐代から日本、新羅、東南アジアの船が往来し、宋・元の時代にも日本の仏僧が遊学した。宋代より市舶司が設置された。外国船の入港地が国ごとに決められていた明代には寧波が日本の指定港となり、日明貿易（勘合貿易）が行われるが、1523年の寧波の乱ののちに日本船の入港が禁止されると、倭寇や海賊の横行が激しくなり、16世紀半ばには明政府から「朝貢」を拒絶されたポルトガル船が沖合いの双嶼（六横島）で密貿易を行った。16世紀末、「唐入り」（文禄・慶長の役）を試みた豊臣秀吉は、中国征服の後は自らの居を寧波に構えようと考えていた。
1842年の南京条約で対外開港した。

## 行政区画
6市轄区・2県級市・2県を管轄する。
- 市轄区：
  - 鄞州区・海曙区・江北区・鎮海区・北侖区・奉化区
- 県級市：
  - 余姚市・慈渓市
- 県：
  - 寧海県・象山県

| 寧波市の地図                                                          |
| --------------------------------------------------------------------- |
| 海曙区 江北区 北侖区 鎮海区 鄞州区 奉化区 象山県 寧海県 余姚市 慈渓市 |

### 年表
この節の出典

#### 寧波地区
- 1949年10月1日 - 中華人民共和国浙江省寧波専区が成立。鄞県・慈渓県・奉化県・象山県・鎮海県・余姚県・定海県が発足。(7県)
- 1949年12月20日 - 鄞県の一部が分立し、地級市の寧波市となる。(7県)
- 1950年5月19日 - 滃洲県が定海県に編入。(7県)
- 1950年11月25日 - 余姚県の一部が分立し、庵東塩区が発足。(7県1塩区)
- 1951年11月30日 - 定海県の一部が蘇南行署区松江専区嵊泗県に編入。(7県1塩区)
- 1952年1月19日 - 紹興専区上虞県・嵊県・新昌県を編入。(10県1塩区)
- 1952年10月22日 - 台州専区寧海県を編入。(11県1塩区)
- 1953年1月21日 - 紹興市・紹興県を編入。(1市12県1塩区)
- 1953年5月21日 - 紹興市が省直轄県級行政区となる。(12県1塩区)
- 1953年6月10日 - 定海県が舟山専区に編入。(11県1塩区)
- 1953年6月29日 - 庵東塩区が余姚県に編入。(11県)
- 1954年4月15日 - 象山県が舟山専区に編入。(10県)
- 1954年4月26日 - 余姚県の一部が分立し、庵東塩区が発足。(10県1塩区)
- 1954年5月22日 - 台州専区臨海県・天台県・三門県を編入。(13県1塩区)
- 1956年3月5日 - 温州専区仙居県を編入。(14県1塩区)
- 1956年11月20日 - 庵東塩区が慈渓県に編入。(14県)
- 1957年9月23日 (11県)
  - 臨海県・寧海県・天台県・仙居県・三門県が台州専区に編入。
  - 蕭山県、金華専区諸曁県を編入。
- 1958年2月21日 - 紹興市を編入。(1市11県)
- 1958年11月21日 (1市9県)
  - 新昌県が嵊県に編入。
  - 鎮海県が寧波市郊区に編入。
- 1958年12月20日 - 鄞県が奉化県、寧波市郊区に分割編入。(1市8県)
- 1958年12月22日 (1市9県)
  - 台州専区天台県、舟山専区象山県を編入。
  - 蕭山県が杭州市に編入。
- 1960年1月4日 - 舟山専区舟山県を編入。(1市10県)
- 1961年3月5日 - 舟山県の一部が分立し、上海市嵊泗人民公社となる。(1市10県)
- 1961年12月15日 (1市12県)
  - 象山県の一部が分立し、寧海県が発足。
  - 嵊県の一部が分立し、新昌県が発足。
- 1962年5月28日 (1市10県)
  - 舟山県が舟山専区に編入。
  - 天台県が台州専区に編入。
- 1962年6月1日 - 寧波市郊区の一部が分立し、鄞県が発足。(1市11県)
- 1962年12月22日 (12県)
  - 紹興市が紹興県に編入。
  - 寧波市郊区の一部が分立し、鎮海県が発足。
- 1964年9月22日 - 紹興県・新昌県・嵊県・諸曁県・上虞県が紹興専区に編入。(7県)
- 1978年9月16日 - 寧波専区が寧波地区に改称。(7県)
- 1982年8月13日 - 鎮海県が寧波市に編入。(6県)
- 1983年2月9日 - 鄞県の一部が寧波市海曙区・江東区に分割編入。(6県)
- 1983年7月27日 - 鄞県・慈渓県・余姚県・奉化県・寧海県・象山県が寧波市に編入。

#### 寧波市
- 1949年12月20日 - 寧波専区鄞県の一部が分立し、寧波市が発足。(1市)
- 1951年11月7日 - 海曙区・鎮明区・江東区・江北区を設置。(4区)
- 1952年9月29日 - 海曙区・鎮明区・江東区・江北区の各一部が合併し、郊区が発足。(5区)
- 1956年1月16日 - 海曙区・鎮明区・江東区・江北区が郊区に編入。(1区)
- 1958年11月21日 - 寧波専区鎮海県が郊区に編入。(1区)
- 1958年12月20日 - 寧波専区鄞県の一部が郊区に編入。(1区)
- 1962年6月1日 - 郊区の一部が分立し、寧波専区鄞県となる。(1区)
- 1962年12月22日 - 郊区の一部が分立し、寧波専区鎮海県となる。(1区)
- 1978年9月19日 - 郊区の一部が分立し、鎮明区・海曙区・江東区・江北区が発足。(5区)
- 1982年8月13日 - 寧波地区鎮海県を編入。(5区1県)
- 1983年2月9日 (5区1県)
  - 寧波地区鄞県の一部が海曙区・江東区に分割編入。
  - 鎮海県の一部が郊区に編入。
- 1983年7月27日 - 寧波地区鄞県・慈渓県・余姚県・奉化県・寧海県・象山県を編入。(5区7県)
- 1984年1月 - 郊区が江北区に編入。(4区7県)
- 1984年1月27日 (4区7県)
  - 鎮明区・海曙区が合併し、海曙区が発足。
  - 江北区・鎮海県の各一部が合併し、浜海区が発足。
- 1985年7月1日 (5区6県)
  - 鎮海県・浜海区の各一部が合併し、鎮海区が発足。
  - 鎮海県の残部が浜海区に編入。
- 1985年7月16日 - 余姚県が市制施行し、余姚市となる。(5区1市5県)
- 1987年9月14日 - 浜海区が北侖区に改称。(5区1市5県)
- 1988年10月13日 (5区3市3県)
  - 慈渓県が市制施行し、慈渓市となる。
  - 奉化県が市制施行し、奉化市となる。
- 2002年2月1日 - 鄞県が区制施行し、鄞州区となる。(6区3市2県)
- 2016年9月14日 (6区2市2県)
  - 江東区が鄞州区に編入。
  - 鄞州区の一部が海曙区に編入。
  - 奉化市が区制施行し、奉化区となる。

## 経済

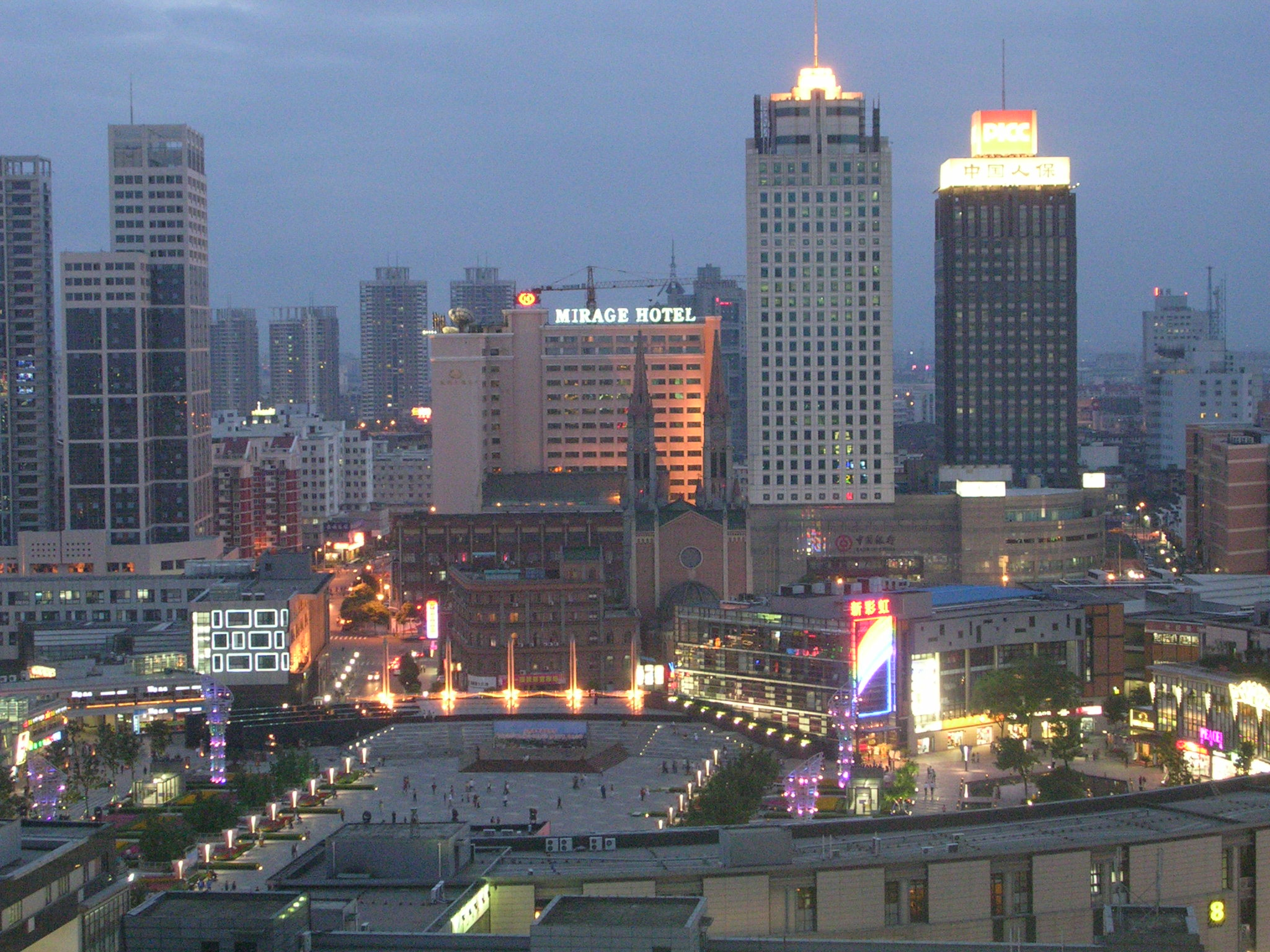
天一広場

2020年、寧波港は世界第3位のコンテナターミナルだった。
2008年、杭州湾を横断して寧波と上海を結ぶ杭州湾海上大橋が完成した。海上橋としては世界一の全長を誇る。
寧波市は広東省東莞市と並ぶ中国最大の射出成形機生産地であり、関連の部品メーカーを含め多くの企業がこの地域に集積している。中国本土製射出成形機の50%以上がこの地で生産されていると推定され、世界生産の3分の1を占める。寧波市北侖区にはデマーグや住友重機械工業ほか韓国、台湾系やイタリア等のプラスチック機械メーカーが進出。世界最大の生産販売台数を誇る寧波海天集団もここに生産拠点を構える。
1995年、韓国のサムスン重工業も進出し、造船所を運営してきたが2021年に閉鎖を発表した。

## 交通
空港
- 寧波櫟社国際空港

鉄道

寧波市の地下鉄路線図

- 寧波駅、寧波東駅、荘橋駅、奉化駅、寧海駅、余姚駅、余姚北駅
  - 蕭甬線
  - 杭甬旅客専用線（杭州-寧波）
  - 甬台温線（寧波-台州-温州）
  - 甬金線（中国語版）
- 寧波地下鉄
  - 寧波軌道交通1号線
  - 寧波軌道交通2号線
  - 寧波軌道交通3号線
  - 寧波軌道交通4号線
  - 寧波軌道交通5号線

船
- 象山県から漁山列島への定期船がある。

道路
- 杭甬高速公路
- G329国道
- 杭州湾海上大橋

バス
- 寧波公交総公司、寧波公運公共交通有限公司、寧波城郷公交などの会社が経営する1000線路

## 軍事
- 中国人民解放軍海軍東海艦隊司令部

## 観光地

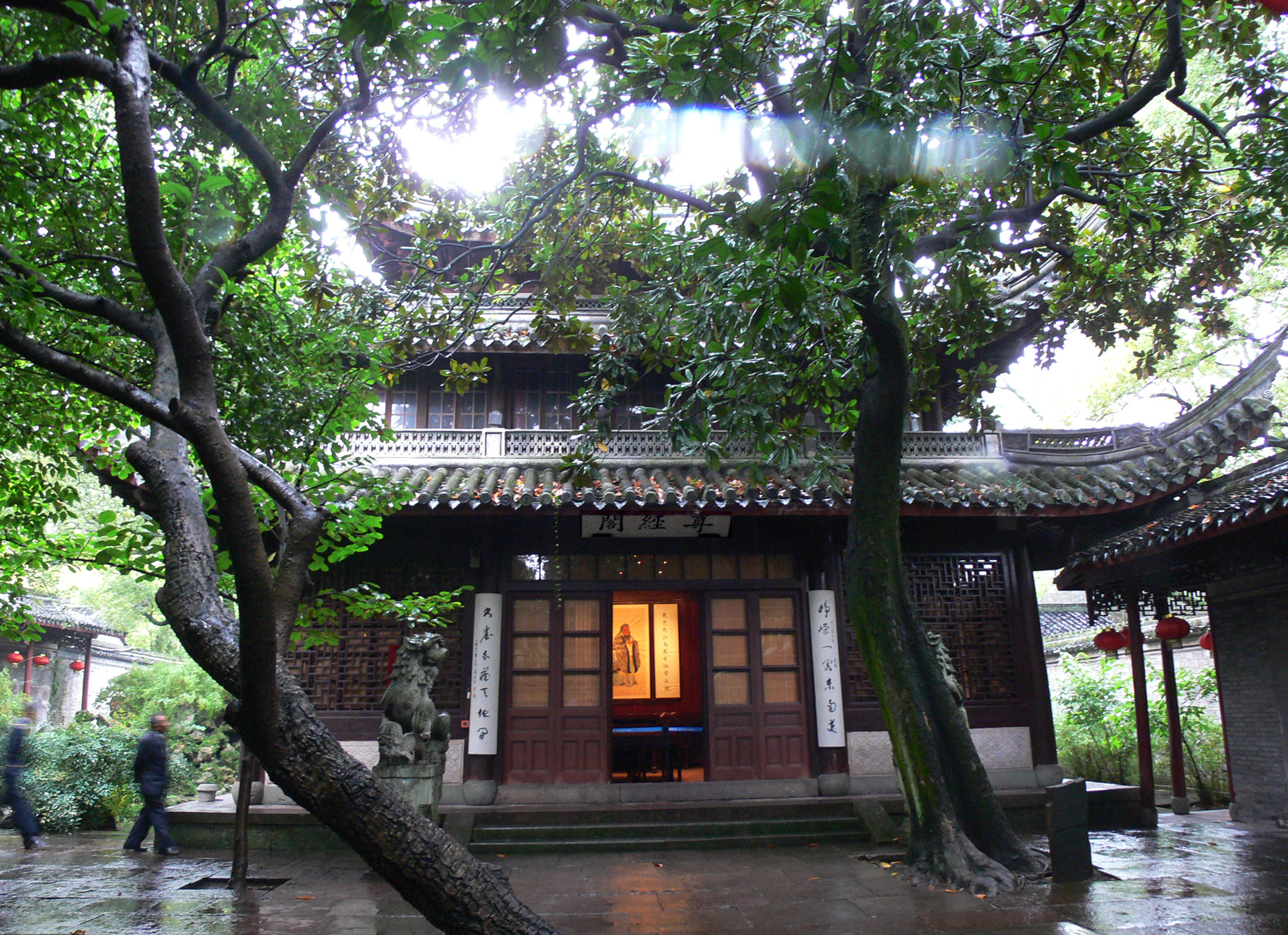
中国に現存する最古級の蔵書閣の一つ、天一閣の尊経閣

- 天一閣
- 月湖
- 日湖
- 東銭湖：(en:Dongqian Lake)宋の時代に良妙（リャンミヤオ）という長者がいて当地は彼の田地であったが傲り高ぶったが故に神の怒りに触れ、破壊尽くされ湖となったとされる。
- 蔣介石故居
- 中国港口博物館
- 寧波博物館
- 寧波幇博物館
- イギリス領事館遺跡
- 麻将起源地陳列館（天一閣別館）
- 天童寺
- 阿育王寺
- 上林湖越窯遺跡
- 河姆渡遺跡
- 天封塔
- 保国寺
- 雪舟記念館など

## 友好都市

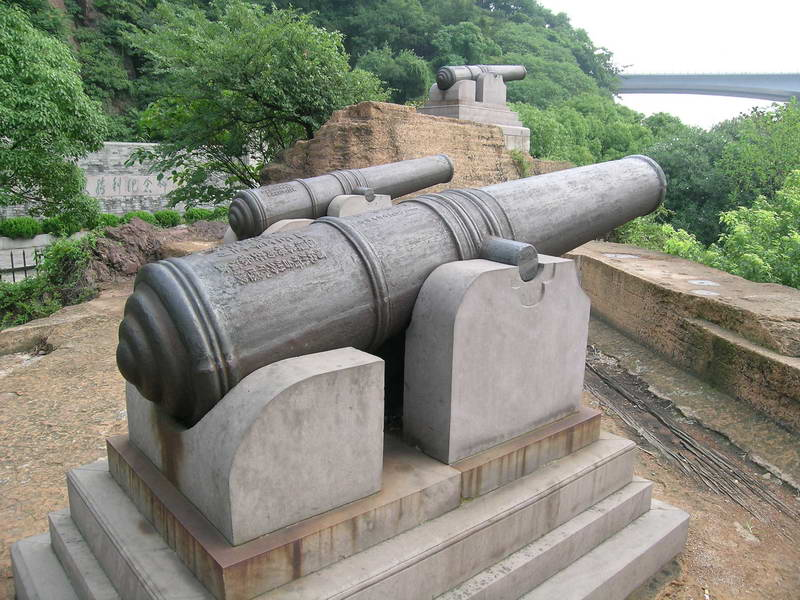
鎮海区の招宝山にある砲台跡地。清仏戦争で寧波を攻めたフランス極東艦隊との間の戦跡

### 友好都市
| 都市             | 国               | 締結年 |
| ---------------- | ---------------- | ------ |
| 長岡京市         | 日本             | 1983年 |
| アーヘン         | ドイツ           | 1986年 |
| ウィルミントン   | アメリカ合衆国   | 1988年 |
| ルーアン         | フランス         | 1990年 |
| ワイタケレ       | ニュージーランド | 1998年 |
| サントス         | ブラジル         | 2002年 |
| ヴェスプレーム   | ハンガリー       | 2003年 |
| ポートエリザベス | 南アフリカ共和国 | 2003年 |
| ヴァルナ         | ブルガリア       | 2004年 |
| スタヴァンゲル   | ノルウェー       | 2004年 |
| ノッティンガム   | イングランド     | 2005年 |
| ブィドゴシュチュ | ポーランド       | 2005年 |

### 友好交流都市
| 都市   | 国   | 締結年 |
| ------ | ---- | ------ |
| 益田市 | 日本 | 1990年 |
| 上田市 | 日本 | 1995年 |